# Castillo Acelain
La estancia Acelain es una de las estancias más importantes de Argentina. Su casco, es decir, las construcciones centrales, fueron construidas como residencia de verano en estilo neocolonial español según los diseños del arquitecto Martín Noel por encargo del escritor Enrique Larreta, entre 1922 y 1924. Mientras las construcciones centrales se encuentra ubicado en el partido de Tandil, Provincia de Buenos Aires, sus tierras se extienden hasta el vecino partido de Azul.

## Historia
En 1922, el escritor Enrique Larreta encargó a su amigo el arquitecto hispanista Martín Noel la construcción de un casco de estancia en estilo hispanoárabe. A la misma la llamó Acelain en homenaje a la pequeña aldea homónima situada en la provincia de Guipúzcoa, la tierra vasco-española de donde provenían sus ancestros de apellido Larreta.

## Construcción
Para construir Acelain como su casa de verano, Larreta eligió los campos pedregosos y la cúspide de un cerro, en contra de la práctica de los estancieros pampeanos, que optaban por zonas no muy altas para protegerse del viento. Esto tuvo el propósito de recrear ya sea el paisaje andaluz o los desniveles del País Vasco.
Sus jardines, de cientos de hectáreas, albergan terrazas verdes escalonadas con acequias, dalias de colores, una laguna, pinos, cipreses, araucarias y otros cientos de especies. El parque culmina en la punta del cerro, con el caserón hispano-árabe que resiste el paso del tiempo. 

## Estilo
El estilo arquitectónico de la casa principal recuerda los tiempos del Renacimiento en España (neocolonial) y la época de Felipe II quién era muy admirado por el escritor Enrique Larreta. En su totalidad su arquitectura como su decoración reflejan el arte mudéjar, utilizando como modelo el Generalife de la ciudad de Granada, Andalucía. En tanto, toda la zona de servicio de Acelain recrea una aldea vasco española.